# Roman Kosznik
Roman Kosznik (ur. 28 listopada 1927 w Bydgoszczy, zm. 29 października 1974 w Gdyni) – polski ekonomista, urzędnik państwowy i gospodarczy.

## Życiorys
Uczęszczał do Miejskiej Szkoły Powszechnej w Sopocie (1934-1938) oraz do Gimnazjum Polskiej Macierzy Szkolnej w Gdańsku (1938-1939). W okresie okupacji początkowo przebywał w Sopocie, następnie wywieziony do obozu pracy. Po wyzwoleniu, po ukończeniu Technikum Handlowego, był zatrudniony w Miejskim Przedsiębiorstwie Gospodarki Komunalnej w Sopocie. Po odbyciu służby wojskowej, pracował w Wojewódzkiej Radzie Narodowej (-1954) a następnie powierzono mu funkcje - przew. Prezydium Miejskiej Rady Narodowej w Sopocie (1954-1958), dyr. Miejskiego Zarządu Budynków Mieszkalnych w Sopocie (1958-1967) i dyr. Okręgowego Przedsiębiorstwa Energetyki Cieplnej w Gdyni (1967-1974). Zmarł w trakcie pełnienia obowiązków służbowych. W 1967 ukończył studia w Wyższej Szkole Ekonomicznej w Sopocie.  
Pochowany na cmentarzu komunalnym w Sopocie (kwatera N2-2-1).

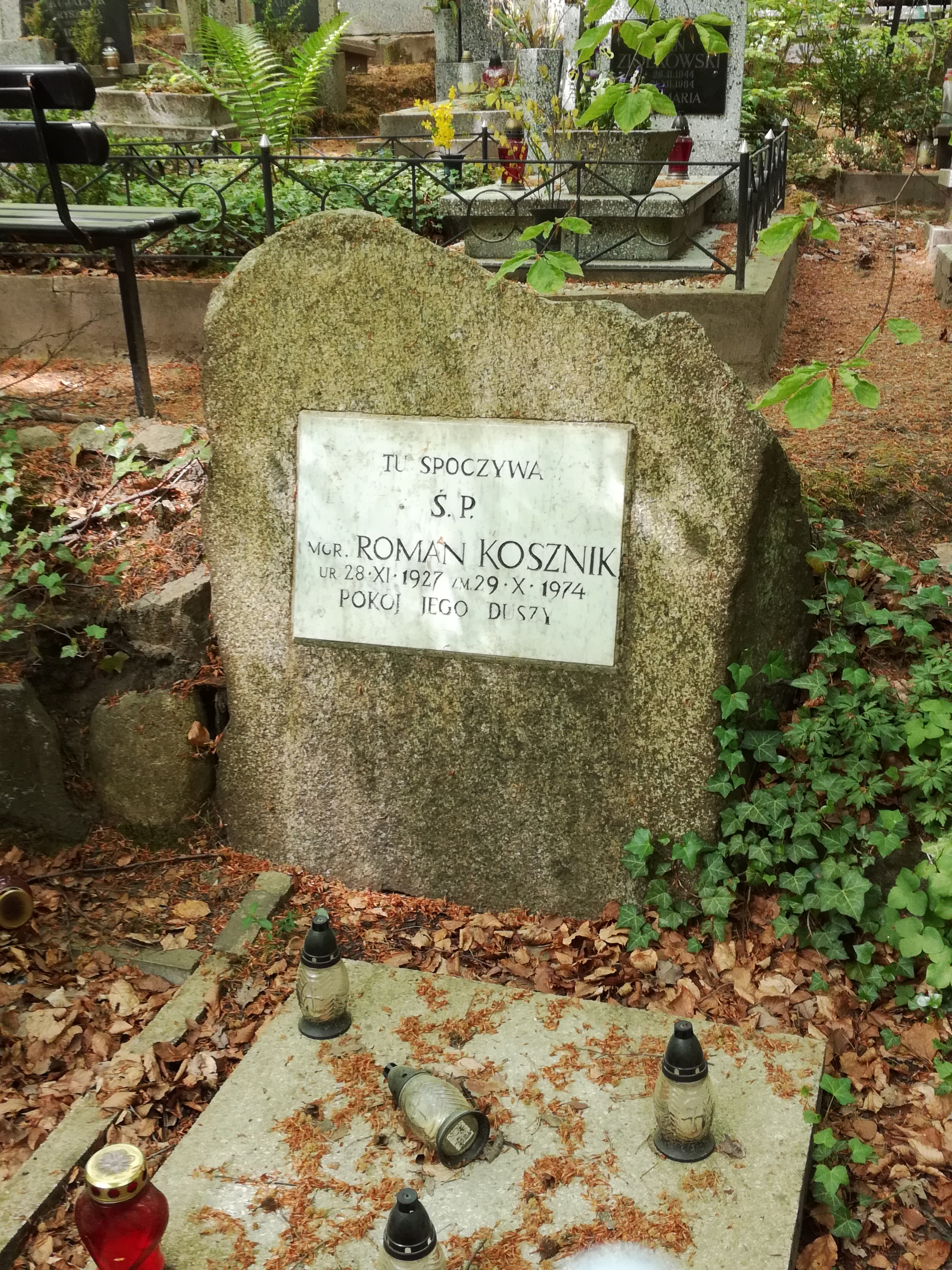
Grób Romana Kosznika na cmentarzu komunalnym w Sopocie